# Abano Terme
Abano Terme település Olaszországban, Veneto régióban, Padova megyében. Lakosainak száma 20 231 fő (2023. január 1.). Abano Terme Albignasego, Due Carrare, Montegrotto Terme, Padova, Selvazzano Dentro, Teolo, Torreglia és Maserà di Padova községekkel határos.

## Népesség
A település népességének változása:
| Lakosok száma | 4500 | 9950 | 20 002 | 20 101 | 20 231 |
|               | 1907 | 2015 | 2017   | 2018   | 2023   |